# 牟岐町
牟岐町（むぎちょう）は、徳島県の町。海部郡に属す。町制前の名称である牟岐村（むぎそん）についても本項で述べる。

## 概要
徳島県の南東の海岸沿いに位置し、室戸阿南海岸国定公園、内妻運動公園、八坂八浜などで知られる町である。断崖絶壁沿いに位置しているため、かつては土佐街道の難所であったが、現在は改善されており、徳島県と高知県を結ぶ通過点となっている。

## 地理

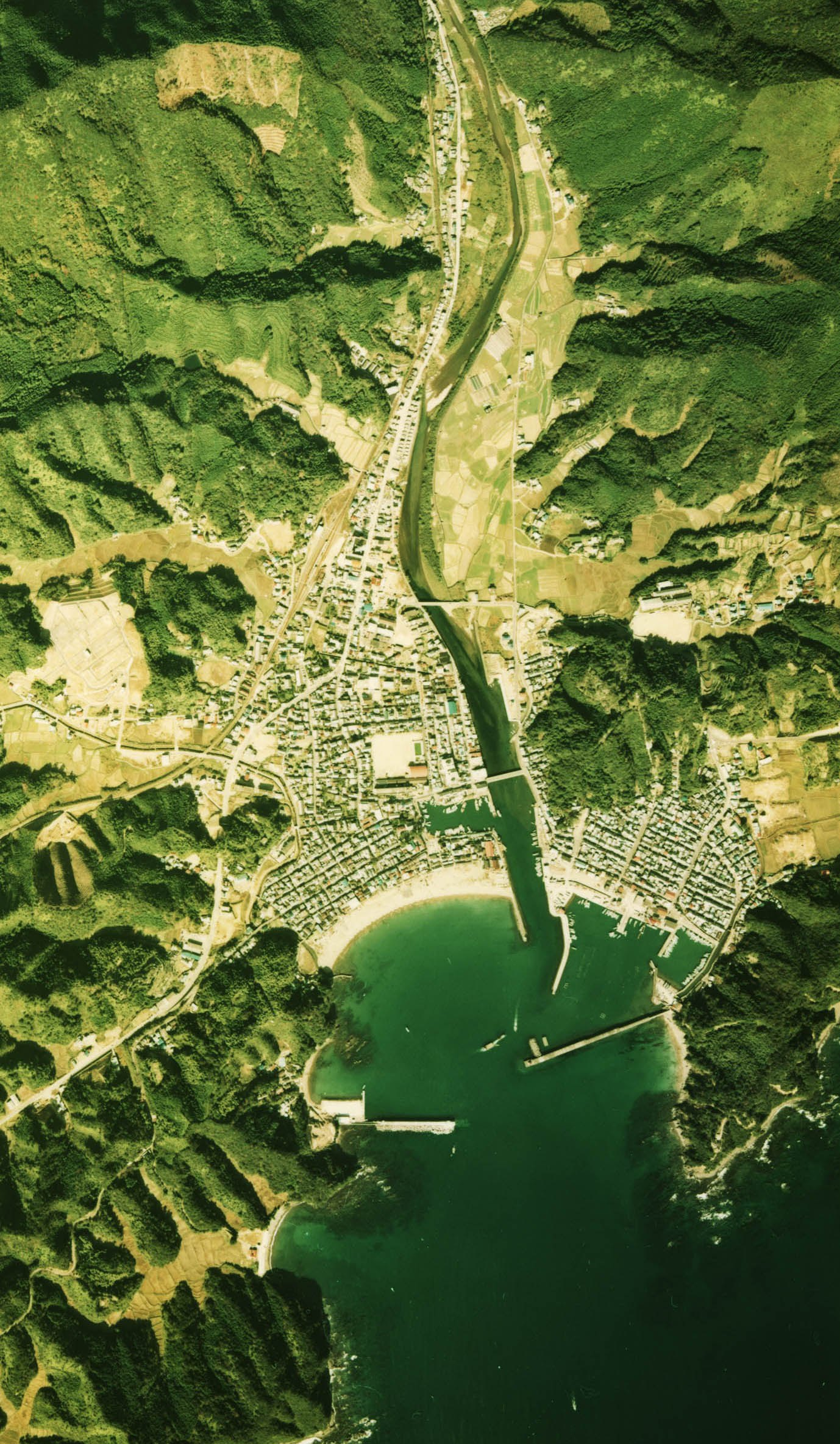
1975年度現在の牟岐町中心部

町の中央には牟岐川が流れており、その流域沿いには街があり、農業が盛んである。断崖絶壁沿いには太平洋に面しているため、南海地震や台風による被害をたびたび受けてきた。
今後発生が予見されている南海トラフ巨大地震の際には、町内に最大9mの津波が到達することが予想されている。沖合にいくつか島を持ち、徳島県内最大の無人島大島、人の住む出羽島などがある。大島付近には、高さ10mほどに成長した世界最大級のコブハマサンゴがあり、千年サンゴとして親しまれている。
牟岐の中心集落より東側には山がせり出していて、美波町まで続く断崖絶壁である。ここには南阿波サンラインが通り、景色が良い。

### 地形

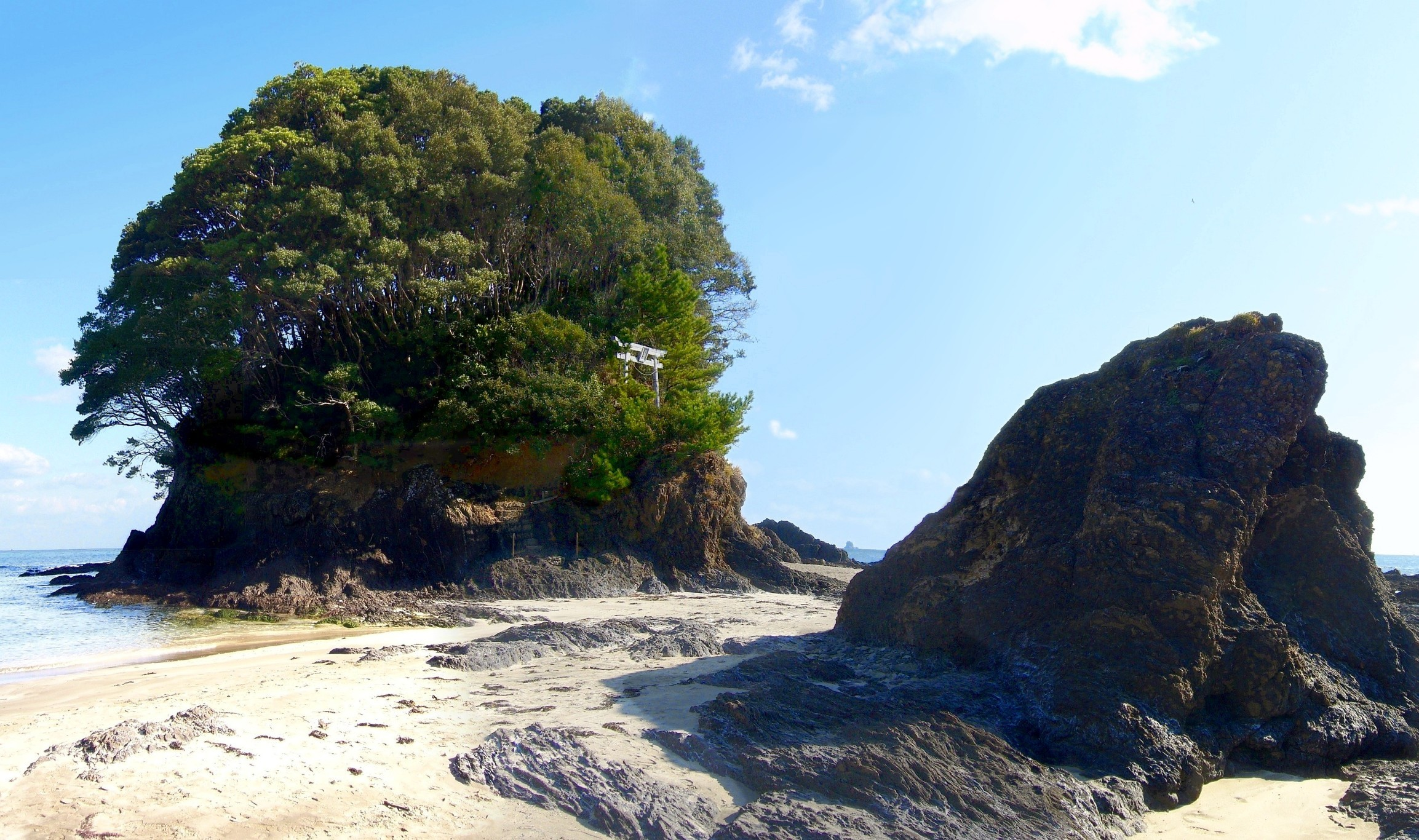
古牟岐 松ヶ磯

#### 山地
- 胴切山[1][2]
- 矢筈山[1][2]
- 五剣山[1][2]
- 鍛冶屋谷山
- 百々路山
- 鬼ヶ岩屋

#### 河川
- 東谷川
- 牟岐川[2]
- 橘川
- 喜来川
- 辺川川
- 瀬戸川
- 内妻川[2]
- 古江川

#### 島嶼
- 大島[2]
- 津島[2]
- 櫂投島
- 小津島
- 南小島
- 出羽島[2]
- 沖島（松ヶ磯）

### 気象
- 出羽島・津島・大島は黒潮の影響を受けており、徳島県下では平均気温が高く、17度を超えており、亜熱帯植物が繁茂している[4] [2]。

### 地域

#### 大字
| 郵便番号 | 大字名                                                          |
| -------- | --------------------------------------------------------------- |
| 775-0001 | 河内                                                            |
| 775-0002 | 橘                                                              |
| 775-0003 | 辺川                                                            |
| 775-0004 | 川長                                                            |
| 775-0005 | 灘                                                              |
| 775-0006 | 中村                                                            |
| 775-0007 | 内妻                                                            |
| 775-0010 | 牟岐浦 小字浜崎は775-0011 小字宮ノ本は775-0012 出羽島は775-0013 |

### 人口
1950年10月1日現在の国勢調査では10521人であったが、その後は右肩下がりで減少し続け、1965年10月1日現在の国勢調査では1万を切った9190人であり、その後も毎年減少し続け、2010年10月1日現在では5000人を切り4850人になっている。
| |                                        |  |
| 牟岐町と全国の年齢別人口分布（2005年） | 牟岐町の年齢・男女別人口分布（2005年） |  |
| ■紫色 ― 牟岐町 ■緑色 ― 日本全国 | ■青色 ― 男性 ■赤色 ― 女性              |  |
| 牟岐町（に相当する地域）の人口の推移 \| 1970年（昭和45年） \| 8,181人 \| \| \| 1975年（昭和50年） \| 7,910人 \| \| \| 1980年（昭和55年） \| 7,697人 \| \| \| 1985年（昭和60年） \| 7,341人 \| \| \| 1990年（平成2年） \| 6,798人 \| \| \| 1995年（平成7年） \| 6,251人 \| \| \| 2000年（平成12年） \| 5,755人 \| \| \| 2005年（平成17年） \| 5,391人 \| \| \| 2010年（平成22年） \| 4,826人 \| \| \| 2015年（平成27年） \| 4,259人 \| \| \| 2020年（令和2年） \| 3,743人 \| \| |                                        |  |
| 総務省統計局 国勢調査より |                                        |  |
| 1970年（昭和45年） | 8,181人                                |  |
| 1975年（昭和50年） | 7,910人                                |  |
| 1980年（昭和55年） | 7,697人                                |  |
| 1985年（昭和60年） | 7,341人                                |  |
| 1990年（平成2年） | 6,798人                                |  |
| 1995年（平成7年） | 6,251人                                |  |
| 2000年（平成12年） | 5,755人                                |  |
| 2005年（平成17年） | 5,391人                                |  |
| 2010年（平成22年） | 4,826人                                |  |
| 2015年（平成27年） | 4,259人                                |  |
| 2020年（令和2年） | 3,743人                                |  |

#### 健康
- 平均年齢：52.1歳（2004年（平成16年）1月1日現在）

### 隣接する自治体
徳島県
- 海部郡美波町
- 海部郡海陽町

## 歴史

### 沿革
- 1889年（明治22年）10月1日 - 町村制の施行により、河内村・辺川村・橘村・牟岐浦・灘村・川長村・中村・内妻村の区域をもって牟岐村が発足。
- 1915年（大正4年）11月10日 - 牟岐村が町制施行して牟岐町となる。
- 1916年（大正5年）町章を制定[5]。
- 1946年（昭和21年）12月21日 - 昭和南海地震が発生。死者53人・家屋全壊374戸の被害[2]。
- 1948年（昭和23年） - 牟岐税務署・牟岐簡易裁判所・牟岐検察庁が完成[2]。
- 1965年（昭和40年）9月14日 - 台風第24号に刺激を受けた秋雨前線により集中豪雨。14日の時点で東町が浸水により1150人が孤立[6]。
- 1973年（昭和48年）10月1日 - 国鉄牟岐線が全通[2]。
- 1974年（昭和49年）4月26日 - 南阿波サンラインが開通[2]。
- 1988年（昭和63年）7月25日- モラスコむぎが完成。
- 1992年（平成4年）- 湯のさと鬼ケ岩屋が開業[7]。
- 1994年（平成6年） - 牟岐町海の総合文化センターが完成[2]。

## 行政

### 役場
- 牟岐町役場[2]

### 町長
歴代町長
| 代 | 氏名       | 就任年月日     | 備考                           |
| -- | ---------- | -------------- | ------------------------------ |
| 1  | 久米隆次郎 | 1889年11月7日  | 任期中に町制になり、引き継ぐ。 |
| 2  | 満石尉次郎 | 1920年7月15日  |                                |
| 3  | 富田加久三 | 1932年10月21日 |                                |
| 4  | 岩村清     | 1945年10月20日 | 任期途中で辞職                 |
| 5  | 大平正敏   | 1947年4月9日   | 任期途中で辞職                 |
| 6  | 美馬次郎   | 1949年4月11日  | 任期途中で辞職                 |
| 7  | 前田源吉   | 1949年8月11日  | 任期途中で辞職                 |
| 8  | 枡富政三   | 1952年10月31日 | 任期途中で辞職                 |
| 9  | 築地正三   | 1960年10月7日  | 任期途中で辞職                 |
| 10 | 喜田治与   | 1966年9月23日  |                                |
| 11 | 中村龍光   | 1971年3月7日   |                                |
| 12 | 岡山弘樹   | 1979年4月27日  |                                |
| 13 | 皆谷又男   | 1983年4月27日  |                                |
| 14 | 百々壽     | 1999年4月27日  |                                |
| 15 | 池内正勝   | 2003年4月27日  |                                |
| 16 | 大神憲章   | 2007年4月27日  |                                |
| 17 | 福井雅彦   | 2011年4月27日  |                                |

## 議会

### 町議会
- 定数：8人
- 任期：2019年5月1日 - 2023年4月30日

### 衆議院
- 選挙区：徳島1区（徳島市、小松島市、阿南市、勝浦郡、名東郡、名西郡、那賀郡、海部郡）
- 任期：2021年10月31日 - 2025年10月30日
- 当日有権者数：362,130人
- 投票率：55.93％

| 当落 | 候補者名   | 年齢 | 所属党派     | 新旧別 | 得票数   | 重複 |
| ---- | ---------- | ---- | ------------ | ------ | -------- | ---- |
| 当   | 仁木博文   | 55   | 無所属       | 元     | 99,474票 |      |
| 比当 | 後藤田正純 | 52   | 自由民主党   | 前     | 77,398票 | ○    |
| 比当 | 吉田知代   | 46   | 日本維新の会 | 新     | 20,065票 | ○    |
|      | 佐藤行俊   | 73   | 無所属       | 新     | 1,808票  |      |

## 施設

### 警察
- 牟岐警察署[2]

### 消防
- 海部消防組合[2]

### 医療
- 徳島県立海部病院

### 図書館
- 牟岐町立図書館[8][2]

### その他の施設
- 徳島バス南部牟岐営業所
- 牟岐町民体育館
- 牟岐町海の総合文化センター[2]
- モラスコむぎ[2]
- 牟岐町健康管理センター[2]
- 海部郡衛生処理事務組合海部美化センター[2]
- 青少年健全育成センター[2]
- ハローワーク牟岐
- 徳島県立牟岐少年自然の家

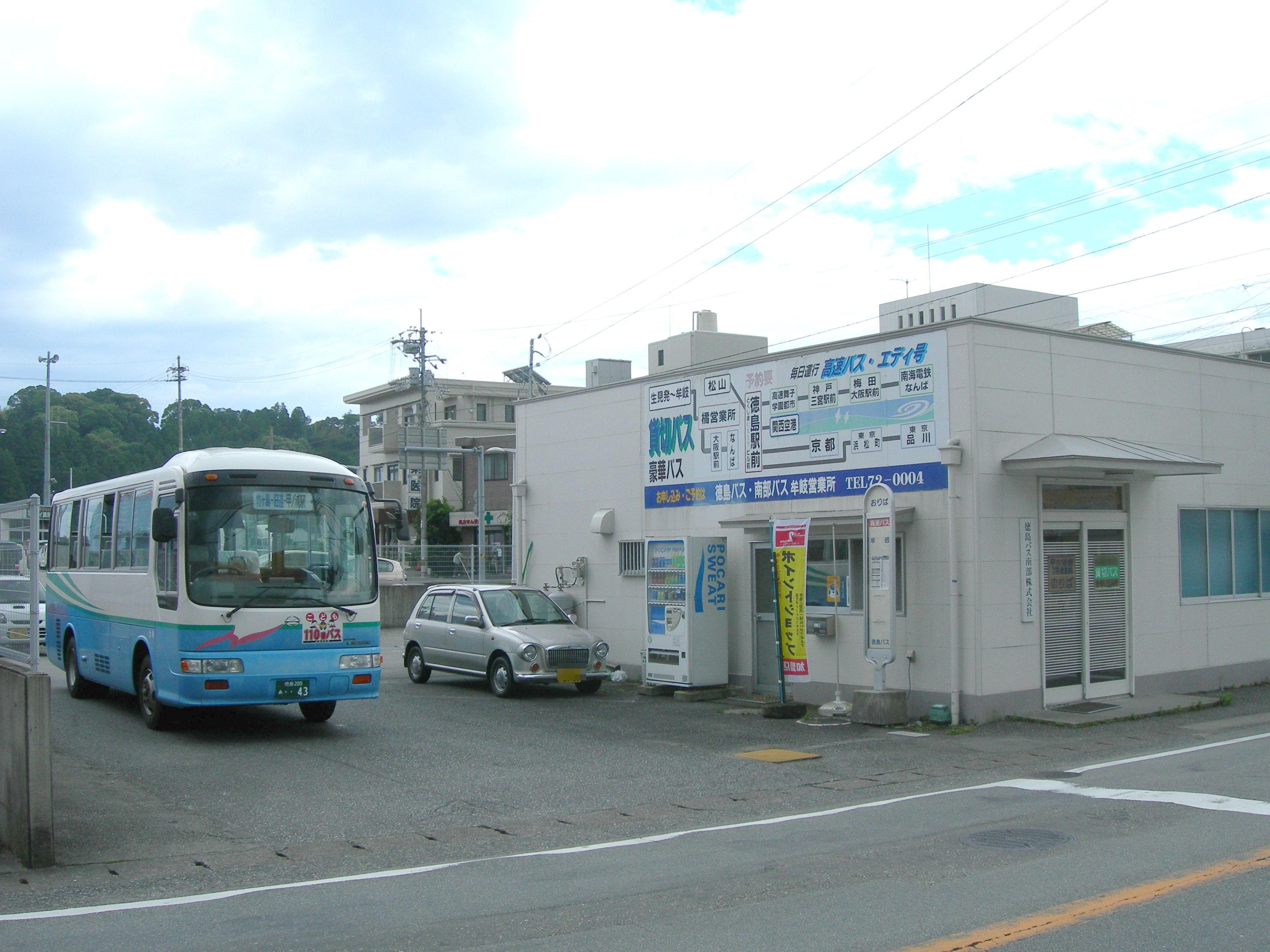
徳島バス南部牟岐営業所

- 牟岐保育園 - 町内に幼稚園は存在しない。

### 郵便局
- 牟岐郵便局（集配局）
- 出羽島簡易郵便局

## 対外関係

### 姉妹都市･提携都市

#### 海外
- 埔塩郷（中華民国 彰化県）
  - 1983年（昭和58年）7月22日 姉妹都市提携

#### 国内
- 美馬市（四国地方 徳島県）
  - 1966年（昭和41年）4月1日 旧：美馬郡脇町と姉妹都市提携

## 経済

### 産業
- 産業人口（2005年（平成17年）10月1日）[9]
  - 第1次産業就業者比率は15.6%
  - 第2次産業就業者比率は22.6%
  - 第3次産業就業者比率は61.6%

主な産業
- 第1次・第2次産業が年々減少し、第3次産業に依存している。

特産品
- 捺印台
- 干物など

## 教育

### 中学校
- 牟岐町立牟岐中学校

### 小学校
- 牟岐町立牟岐小学校

## 交通

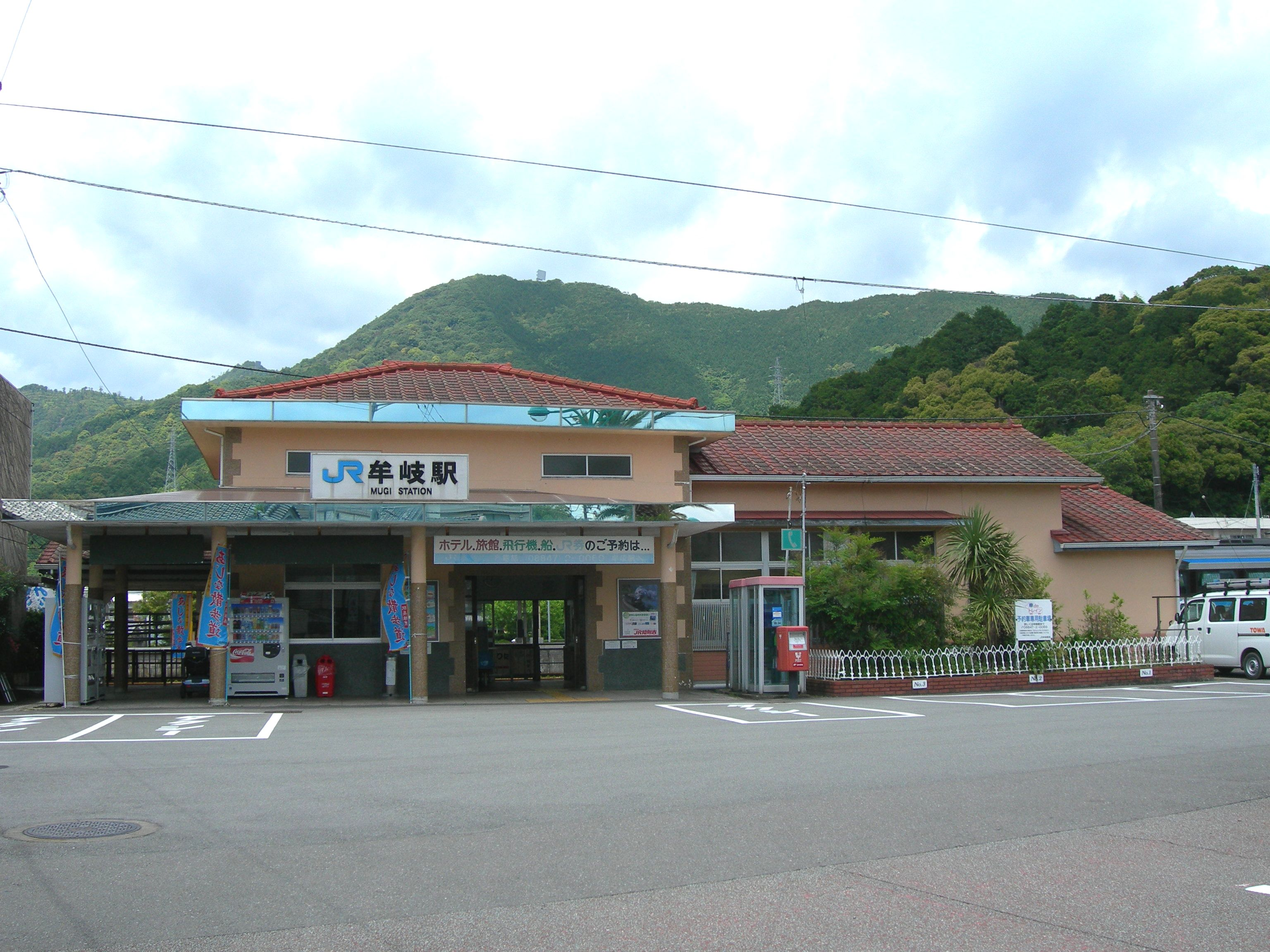
牟岐駅

### 鉄道
- 中心となる駅はJR牟岐線牟岐駅であるが町内にはそのほかに次の駅がある。
JR牟岐線辺川駅
- 隣接市町村への連絡
  - 海陽町へは牟岐線・阿佐東線普通列車
  - 美波町へは牟岐線普通列車
- 徳島市への連絡
  - 牟岐線普通列車で約1時間50分。

### バス

#### 高速バス
- 徳島バス 室戸・生見・阿南大阪線
牟岐停留所（徳島バス南部牟岐営業所前）
（※阿南駅 - 甲浦間相互のみ予約無しでの途中乗降可能、阿南駅 - 海部高校前間JRの有効な乗車券等で利用可能）

#### 路線バス
- 徳島バス南部 牟岐営業所 - 海の駅東洋町線

### 道路

#### 国道
- 国道55号

#### 県道
- 徳島県道37号牟岐海南線

### 港湾
- 牟岐港 - 出羽島
- 古牟岐港

## 観光地

### 名所
- モラスコむぎ
- 鬼ヶ岩屋温泉
- 大島
- 津島
- 出羽島
- 南阿波サンライン
- 松坂隧道（日本最古のコンクリート造道路用トンネル）
- 湯のさと鬼ケ岩屋[7]（休業中）
- とどろの滝
- 喜来の滝
- 白滝

### 社寺・旧跡
- 牟岐八幡神社
- 出羽神社
- 満徳寺（新四国曼荼羅霊場85番札所）
- 正観寺
- 海蔵寺
- 観栄寺
- 牟岐城跡

## 文化･名物

### 祭事･催事
- 姫神まつり[2]
- 牟岐・出羽島アート展 - 毎年3月頃に開催。

## 特産物
漁業が盛んであるため、魚介類が特産物である。
- 海賊料理[2]
- 鰹節[2]
- ちりめん[2]

## 出身地
- 木本正次（作家）
- 小島章司（フラメンコダンサー）
- 竹井清（国際コミュニケーター）
- 西木紳悟（ローラースケート選手）
- ダニー（ザ50回転ズ）
- 根東裕隆（プロバスケットボール選手）